# Samu Fóti
Samu Fóti (Budapest, Austrohongria, 17 de maig de 1890 – Lipové, Eslovàquia, 17 de juny de 1916) va ser un gimnasta artístic i atleta hongarès d'origen jueu, que va competir a començament del segle xx.
El 1912 va prendre part en els Jocs Olímpics d'Estocolm, on va guanyar la medalla de plata en la prova del concurs complet per equips del programa de gimnàstica. En aquests mateixos Jocs disputà la prova de llançament de disc del programa d'atletisme, en què acabà en 25a posició.